# 溫俊
溫俊（Emmet Chun-Shan Patrick Wan-Mackey，1992年3月26日—），生於愛爾蘭，港愛混血兒，香港足球運動員，司職防守中場，持有香港特區護照，父親是香港人，媽媽是愛爾蘭人，半歲時來到香港住在西貢，於7歲後曾移居愛爾蘭，現時效力香港超級聯賽球隊港會。

## 早年生活
溫俊生於愛爾蘭，爸爸是香港人而媽媽則是愛爾蘭人，半歲時來到香港住在西貢就讀九龍英童小學，懂得講廣東話而且非常流，在香港生活至7歲後移居愛爾蘭，一直在愛爾蘭及英格蘭學習足球，從小已受李斯特郡足球學院的訓練，在15歲的時候已代表球隊的U18出戰，之後他亦受到球探發掘入選地區的U15及U17球隊，之後溫俊被邀請到南非一間新開的足球學校球隊試腳，於2009年完成學業後，17歲的溫俊就到南非向球隊報到並在那裡踢了兩年半的足球。2012年完成合約後，溫俊便隻身以內援身份到北京及上海豪門試腳，更獲中超勁旅北京國安開出合約，不過在準備與他簽約溫俊卻因為訓練時受傷錯過了機會。

## 球會生涯
2013年11月，溫俊回到自己出生及成長的城市香港加盟傑志，於2015年2月10日傑志作客以1–4不敵泰國勁旅春武里的2015年亞洲聯賽冠軍盃附加賽取得加盟後的首個入球，在2015年4月11日以3–1擊敗和富大埔的足總盃8強取得當季的首個入球，晉級後傑志亦奪得香港足總盃冠軍。2015年7月，溫俊外借至香港超級聯賽球隊冠忠南區，獲球隊主教練鄭兆聰重用，於2016年1月10日冠忠南區以6–3大勝夢想駿其的聯賽取得加盟球隊後的首個入球。2016年7月，溫俊外借至香港超級聯賽球隊香港飛馬，但因長期傷患而沒有上陣機會，同年12月28日傑志宣佈溫俊提早回歸球隊，教練朱志光認為球隊出戰亞洲賽需要較多合資格上陣的本地球員，以免出現上季亞協盃需起用大量年輕球員的困境，最終溫俊只在下半季對奧克蘭城的賀歲盃及對熱刺的賽馬會傑志中心挑戰盃上陣。到2017年7月獲傑志外借到新成立的港超聯球會理文，可是他加盟後持續被傷患困擾，直到在2018年1月21日終於傷瘉復出，獲球會列入聯賽對標準流浪的後備名單，不過他並沒有被教練安排上陣。2017/18年球季，溫俊只在港超聯及菁英盃上陣5次，2018/19球季，冠忠南區宣佈獲得中場溫俊回巢。
2022-23球季，溫俊加盟香港超級聯賽球會港會。

## 國際賽生涯
2013年12月，香港代表隊教練金判坤在與傑志進行練習賽後，表示已知悉有愛爾蘭血統的溫俊持有香港特區護照，有意在將來招其入隊作考察，為香港U23征戰2014年仁川亞運會增添1名人選。由於分組賽跟傑志出戰亞協盃撞期，溫俊要到最後一場亞運分組賽才能代表香港，最終他後備上陣了10分鐘，16強的比賽則正選上陣，最終香港隊以0–3落敗。2015年11月14日，溫俊為香港出戰港澳埠際賽，最終香港以2–0擊敗澳門，捧走第第71屆港澳埠際賽冠軍。

## 個人生活
溫俊很喜歡音樂，獨愛柔和的抒情曲，喜歡唱歌及彈結他，自小已幻想為心愛女孩演奏一曲，而且平日更會自行作曲，將自己的作品放上網與朋友分享。無論彈結他、唱歌或作曲全是溫俊自學得來，結他對於他來說同樣意義重大，剛開始彈結他時，用的是一把約800港元的入門級結他，之後溫俊爸爸將他年輕時買的結他送了給溫俊，希望溫俊將來可以將它傳給他的子女。

## 榮譽
傑志
- 香港聯賽盃冠軍（2014–15季度）
- 香港足總盃冠軍（2014–15、2016–17季度）
- 香港超級聯賽冠軍（2014–15、2016–17季度）

香港代表隊
- 港澳埠際賽冠軍（2014、2015年）

## 外部連結
- 香港足球總會網頁球員資料 （页面存档备份，存于）